# El derecho de nacer
 (срп. Право на рођење) мексичка је теленовела, продукцијске куће Телевиса, снимана 2001.

## Синопсис
Ово је прича о породици дел Хунко, глава породице дон Рафаел моћан је и окрутан човек, који контролише животе својих најближих. Његова супруга, Клеменсија, зависна је наркоманка, док су кћерке Марија Елена и Матилде, жртве опсесије посесивног оца. Пред очима јавности Рафаел је узор свима у селу, али истина је потпуно другачија. Марију Елену заводи Алфредо Мартинез, млади коцкар који због дугова бежи у град и оставља девојку трудну. Када сазна да је трудна, дон Рафаел шаље своју кћерку на удаљен ранч, како би се она породила у тајности. Када Марија Елена одбије да да свог тек рођеног сина на усвајање, њен отац наређује убиство свог унука. Међутим, пред сам чин убиства, дадиља Марије Елене, Марија Долорес, спашава бебу и нестаје без трага. И док њен отац мисли да је дете мртво, Марија Елена, која зна истину, потпуно се посветила потрази за својим сином, у чему јој помаже Алдо Диргани. Алдо је већ дуго заљубљен у Марију Елену, и она осећа исто према њему. Али, сплет околности наводи Марију Елену да помисли да ју је вољени напустио и да је мртав, што заправо није тако.
У међувремену је, Марија Долорес положила многе жртве и напоре, како би „свог“ сина Алберта извела на прави пут, и направила од њега вредног и поштеног човека. Алберто постаје психолог, и игром судбине долази у Мериду. Тамо упознаје простодушну Исабел Кристину, страствену Анхелику, али и злобног Освалда Мартинес, што изазива ироничну игру судбине и суочава Алберта са својом прошлошћу коју никад није тражио…

## Улоге
| Глумац                  | Улога                       |
| ----------------------- | --------------------------- |
| Кејт дел Кастиљо        | Марија Елена дел Хунко      |
| Саул Лисазо             | Алдо Диргани                |
| Дијана Брачо            | Клеменсија Ривера дел Хунко |
| Карлос Брачо            | Рафаел дел Хунко            |
| Маите Ембил             | Матилде дел Хунко           |
| Сабине Мусијер          | Грасијела                   |
| Габријела Голдсмит      | Адријана Диргани            |
| Хорхе Антолин           | Хорхе Луис                  |
| Мигел Анхел Бијађо      | др. Алберто                 |
| Уго Акоста              | Алфредо                     |
| Раул Араиза             | Црни                        |
| Серхио Корона           | Мануел Пук                  |
| Давид Остроски          | Хосе Ривера                 |
| Франсис Лаборијел       | Мама Долерес                |
| Одри Вера               | Анхелика                    |
| Иран Кастиљо            | Исабел Кристина             |
| Хорхе Консехо           | Освалдо                     |
| Ингрид Марц             | Леонор Кастро               |
| Вероника Хаспеадо       | Тете Пук                    |
| Рикардо Шмал            | Сантијаго                   |
| Маурисио Бонет          | Едуардо                     |
| Ећатл Чавез             | Бруно                       |
| Хуан Риос               | Раул                        |
| Заиде Силвија Гутијерез | Лоба                        |
| Серхио Катањо           | Карлос                      |
| Паулина де Лабра        | Роса                        |
| Тони Браво              | др. Алехандро Сијера        |
| Данијел Рендон          | Ектор                       |
| Линда Елизабет          | Хасинта                     |
| Ектор Санчез            | Мутави                      |